# Wieża widokowa na Szpilówce
Wieża widokowa na Szpilówce – turystyczna wieża widokowa na Szpilówce (516 m) – najwyższym szczycie Pasma Szpilówki na Pogórzu Wiśnickim.

## Opis
Została oddana do użytku w 2018 roku. Jest to przykryta dachem stalowa wieża o całkowitej wysokości 34,2 m. Jej platforma widokowa znajduje się na wysokości 28,7 m, powyżej koron drzew, dzięki czemu roztacza się z niej panorama, obejmująca cały horyzont. Przy dobrej widoczności widoki  sięgają od Krakowa przez Brzesko po Tarnów i od Magury Małastowskiej na wschodzie po Babią Górę na zachodzie. M.in. widoczne są szczyty Jaworzyny Krynickiej, Radziejowej i prawie cały Beskid Wyspowy.
Nie jest to pierwsza wieża na Szpilówce. W latach 50. XX wieku na potrzeby geodetów wybudowano tutaj drewnianą wieżę triangulacyjną. Miała cztery platformy z drewnianymi, nieosłoniętymi drabinami. Przez okolicznych mieszkańców często używana była jako doskonały punkt widokowy. Odbywano do niej indywidualne i grupowe wyprawy, chodziły na nią również wycieczki szkolne. Z czasem jednak zbutwiała i zawaliła się.
Nowa wieża kosztowało ponad 600 tys. zł, z czego 420 tys. dofinansowane zostało z funduszu Unii Europejskiej. Dla turystów zmotoryzowanych przygotowano 6 parkingów i dwa miejsca postojowe, a dojścia do wieży są w terenie oznakowane tabliczkami.